# David Muñoz (motociclista)
David Muñoz Rodríguez (Siviglia, 15 maggio 2006) è un pilota motociclistico spagnolo.

## Carriera

### Gli inizi
Muñoz nel 2018 partecipa alla European Talent Cup, dove in due stagioni ottiene tre podi tra cui una vittoria alla ciudad del Motor de Aragón. Nel 2020 entra nella MotoGP Rookies Cup, la sua prima stagione termina con tre piazzamenti a podio e l'anno seguente se ne aggiungono altri sette di cui due vittorie. Questi risultati nel suo secondo anno lo portano a chiudere terzo in classifica piloti. Lo stesso anno prende parte al campionato del Mondo FIM JuniorGP, dove ottiene altre due vittorie, la prima ad Aragón e la seconda a Jerez.

### Moto3
Nel 2022 esordisce nel motomondiale correndo per il team BOE Motorsports in Moto3. Essendo ancora troppo giovane, Muñoz è costretto per regolamento a saltare le prime sette corse della stagione ed esordire nel Gran Premio d'Italia. Nel Gran Premio di Catalogna, secondo disputato per lo spagnolo, arriva il suo primo podio nel motomondiale, arrivando secondo dietro a Izan Guevara. Nel corso della stagione sale un'altra volta sul podio, ottiene il terzo posto nel Gran Premio d'Austria.
Per la stagione 2023 rimane con il team BOE Motorsports in Moto3. Nella prima gara stagionale a Portimão ottiene il secondo posto dietro a Daniel Holgado. Durante le qualifiche del Gran Premio di Spagna subisce una lesione al piede sinistro che lo costringe a saltare la corsa il giorno seguente e i due eventi successivi. Torna sul podio in occasione del Gran Premio dell'Indonesia e conclude il campionato al decimo posto.
Nel 2024 continua con il team BOE Motorsports dividendo il box con Joel Kelso. Dopo un buon inizia, ottiene il primo podio stagionale ad Jerez chiudendo in seconda posizione dietro a Collin Veijer. Va a podio anche ad Assen dove termina in seconda posizione. Chiude in terza posizione anche in Indonesia. Pur mancando ancora l'appuntamento col primo successo in carriera, migliora rispetto alle stagioni precedenti classificandosi quinto in campionato con oltre centocinquanta punti.

## Risultati nel motomondiale
| 2022 | Classe | Moto |  |  |  |  |  |  |  |    |   |   |     |     |   |    |   |   |   |    |     |   |  |  | Punti | Pos. |
| ---- | ------ | ---- |  |  |  |  |  |  |  | -- | - | - | --- | --- | - | -- | - | - | - | -- | --- | - |  |  | ----- | ---- |
| 2022 | Moto3  | KTM  |  |  |  |  |  |  |  | 11 | 2 | 9 | Rit | Rit | 3 | 12 | 7 | 5 | 9 | 11 | Rit | 7 |  |  | 93    | 13º  |

| 2023 | Classe | Moto |   |    |     |    |     |     |    |   |   |   |     |   |   |   |   |     |     |    |    |   |  |  | Punti | Pos. |
| ---- | ------ | ---- | - | -- | --- | -- | --- | --- | -- | - | - | - | --- | - | - | - | - | --- | --- | -- | -- | - |  |  | ----- | ---- |
| 2023 | Moto3  | KTM  | 2 | 16 | Rit | NP | Inf | Inf | 12 | 5 | 5 | 9 | Rit | 4 | 6 | 6 | 3 | Rit | Rit | 17 | 12 | 9 |  |  | 113   | 10º  |

| 2024 | Classe | Moto |    |   |   |   |     |   |   |   |   |    |   |   |     |     |   |   |   |   |    |   |  |  | Punti | Pos. |
| ---- | ------ | ---- | -- | - | - | - | --- | - | - | - | - | -- | - | - | --- | --- | - | - | - | - | -- | - |  |  | ----- | ---- |
| 2024 | Moto3  | KTM  | 16 | 9 | 5 | 2 | Rit | 5 | 5 | 3 | 8 | 12 | 2 | 7 | Rit | Rit | 3 | 8 | 5 | 6 | 17 | 6 |  |  | 161   | 5º   |

| 2025 | Classe | Moto |     |     |     |   |     |   |     |   |   |   |   |   |   |  |  |  |  |  |  |  |  |  | Punti | Pos. |
| ---- | ------ | ---- | --- | --- | --- | - | --- | - | --- | - | - | - | - | - | - |  |  |  |  |  |  |  |  |  | ----- | ---- |
| 2025 | Moto3  | KTM  | Rit | Rit | Rit | 6 | Rit | 3 | Rit | 1 | 5 | 2 | 1 | 3 | 3 |  |  |  |  |  |  |  |  |  | 139   |      |

| Legenda | 1º posto        | 2º posto            | 3º posto            | A punti      | Senza punti        | Grassetto – Pole position Corsivo – Giro più veloce |
| Legenda | Gara non valida | Non qual./Non part. | Ritirato/Non class. | Squalificato | '-' Dato non disp. | Grassetto – Pole position Corsivo – Giro più veloce |